# Emil Rockov
Emil Rockov (in serbo Емил Роцков?; Novi Sad, 27 gennaio 1995) è un calciatore serbo, portiere del Sarajevo.

## Statistiche

### Presenze e reti nei club
Statistiche aggiornate al 17 agosto 2020.
| Stagione                 | Squadra                  | Campionato               | Campionato | Campionato | Coppe nazionali | Coppe nazionali | Coppe nazionali | Coppe continentali | Coppe continentali | Coppe continentali | Altre coppe | Altre coppe | Altre coppe | Totale | Totale |
| Stagione                 | Squadra                  | Comp                     | Pres       | Reti       | Comp            | Pres            | Reti            | Comp               | Pres               | Reti               | Comp        | Pres        | Reti        | Pres   | Reti   |
| ------------------------ | ------------------------ | ------------------------ | ---------- | ---------- | --------------- | --------------- | --------------- | ------------------ | ------------------ | ------------------ | ----------- | ----------- | ----------- | ------ | ------ |
| 2015-2016                | Proleter Novi Sad        | PL                       | 22         | -20        | CS              | 1               | -1              | -                  | -                  | -                  | -           | -           | -           | 23     | -21    |
| 2016-gen. 2017           | Proleter Novi Sad        | PL                       | 14         | -8         | CS              | 0               | 0               | -                  | -                  | -                  | -           | -           | -           | 14     | -8     |
| Totale Proleter Novi Sad | Totale Proleter Novi Sad | Totale Proleter Novi Sad | 36         | -28        |                 | 1               | -1              |                    | -                  | -                  |             | -           | -           | 37     | -29    |
| gen.-giu. 2017           | Vojvodina                | SL                       | 16         | -17        | CS              | 3               | -3              | -                  | -                  | -                  | -           | -           | -           | 19     | -20    |
| 2017-2018                | Vojvodina                | SL                       | 36         | -42        | CS              | 2               | -2              | UEL                | 2                  | -3                 | -           | -           | -           | 40     | -47    |
| 2018-2019                | Vojvodina                | SL                       | 35         | -36        | CS              | 3               | -2              | -                  | -                  | -                  | -           | -           | -           | 38     | -38    |
| 2019-2020                | Vojvodina                | SL                       | 27         | -24        | CS              | 3               | -2              | -                  | -                  | -                  | -           | -           | -           | 30     | -26    |
| Totale Vojvodina         | Totale Vojvodina         | Totale Vojvodina         | 114        | -119       |                 | 11              | -9              |                    | 2                  | -3                 |             | -           | -           | 127    | -131   |
| 2020-2021                | MOL Fehérvár             | NBI                      | 0          | 0          | MK              | 0               | 0               | UEL                | 0                  | 0                  | -           | -           | -           | 0      | 0      |
| Totale carriera          | Totale carriera          | Totale carriera          | 150        | -147       |                 | 12              | -10             |                    | 2                  | -3                 |             | -           | -           | 164    | -160   |

### Cronologia presenze e reti in nazionale
| Cronologia completa delle presenze e delle reti in nazionale ― Serbia | Cronologia completa delle presenze e delle reti in nazionale ― Serbia | Cronologia completa delle presenze e delle reti in nazionale ― Serbia | Cronologia completa delle presenze e delle reti in nazionale ― Serbia | Cronologia completa delle presenze e delle reti in nazionale ― Serbia | Cronologia completa delle presenze e delle reti in nazionale ― Serbia | Cronologia completa delle presenze e delle reti in nazionale ― Serbia | Cronologia completa delle presenze e delle reti in nazionale ― Serbia |
| Data                                                                  | Città                                                                 | In casa                                                               | Risultato                                                             | Ospiti                                                                | Competizione                                                          | Reti                                                                  | Note                                                                  |
| --------------------------------------------------------------------- | --------------------------------------------------------------------- | --------------------------------------------------------------------- | --------------------------------------------------------------------- | --------------------------------------------------------------------- | --------------------------------------------------------------------- | --------------------------------------------------------------------- | --------------------------------------------------------------------- |
| 10-10-2019                                                            | Kruševac                                                              | Serbia                                                                | 1 – 0                                                                 | Paraguay                                                              | Amichevole                                                            | -                                                                     | 89’                                                                   |
| Totale                                                                |                                                                       | Presenze                                                              | 1                                                                     |                                                                       | Reti                                                                  | 0                                                                     |                                                                       |

## Palmarès

### Club

#### Competizioni nazionali
- Coppa di Serbia: 1

Vojvodina: 2019-2020
- Coppa di Bosnia: 1

Sarejevo: 2024-2025